# Liste des plus hauts gratte-ciel de Taichung

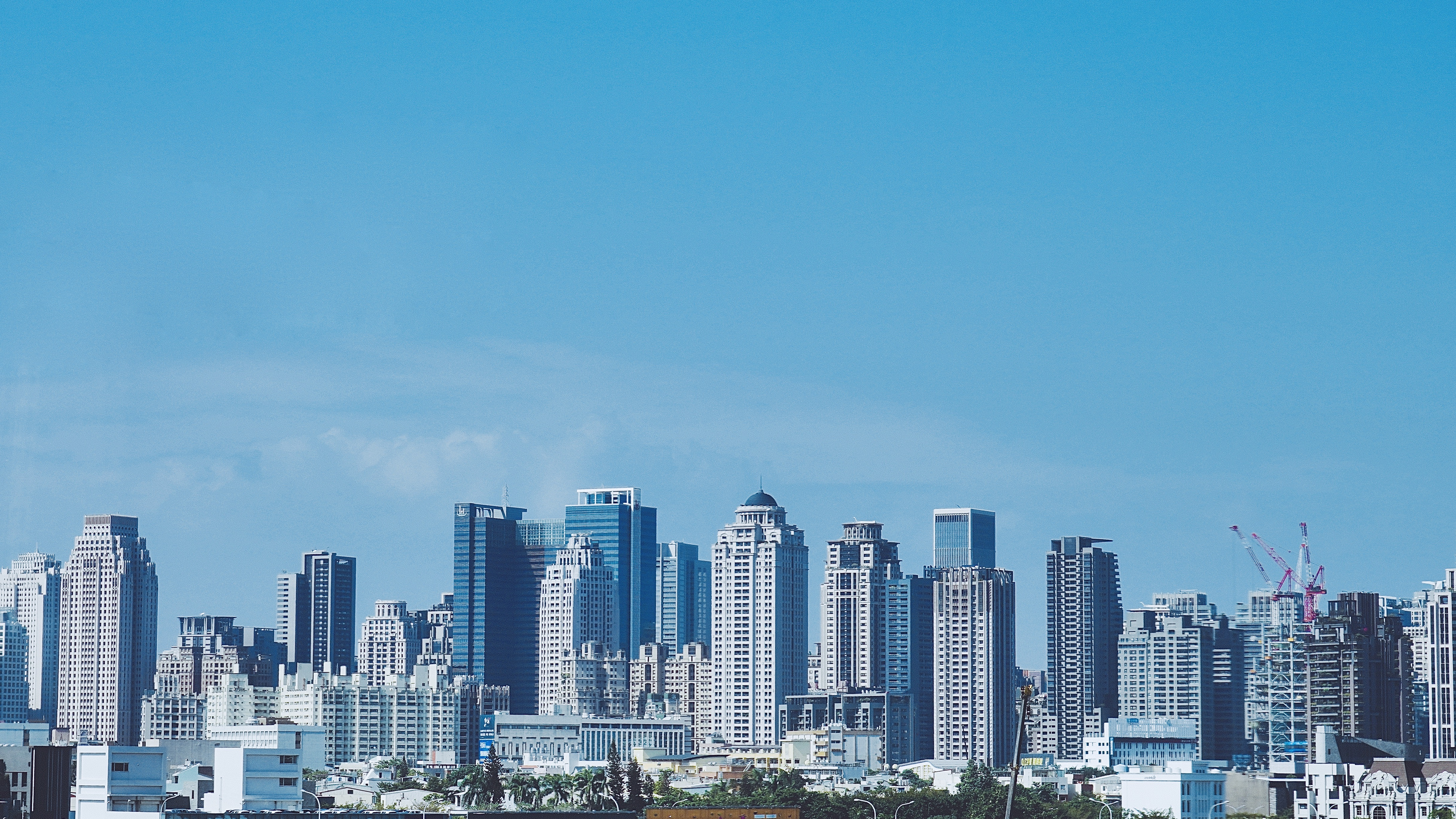
le skyline de Taïchung

Cet article dresse une liste des plus hauts gratte-ciel de Taichung, à Taïwan. Cette ville est située au centre du mouvement nord-sud de Taïwan, avec une population de plus de 2,8 millions d'habitants. Taichung est le centre de l'emploi, de la vie et de l'économie du centre de Taiwan. Parallèlement au développement de l'industrie et du commerce, la construction de gratte-ciel a connu un très grand essor depuis les années 1990.
En juillet 2024, le site skyscrapers.tw, référence sur les gratte-ciels de Taiwan, dénombrait 116 immeubles d'au moins 100 m de hauteur à Taichung, soit le nombre le plus élevé de l'île après l'agglomération de Taipei et la ville de Kaohsiung. Parmi ces gratte-ciel, 16 ont plus de 150 m de hauteur .

## Liste des plus hauts gratte-ciel de Taichung
En décembre 2020, la liste des immeubles d'au moins 130 mètres de hauteur y est la suivante d'après Emporis, SkyscraperPage et le Council on Tall Buildings and Urban Habitat.
| Rang | Nom                                                   | Image                                                          | Hauteur (m)                           | Étages | Année | Quartier                   | Usage       |        |
| ---- | ----------------------------------------------------- | -------------------------------------------------------------- | ------------------------------------- | ------ | ----- | -------------------------- | ----------- | ------ |
| 1    | The Landmark (Taichung) (聯聚中雍大廈)                |                                                                | 192 m                                 | 39     | 2018  | Xitun District             | Bureau      | [ 5 ]  |
| 2    | Le Meridien Taichung (臺中李方艾美酒店)               |                                                                | 178 m                                 | 27     | 1998  | Central District, Taichung | Hotel       | [ 6 ]  |
| 3    | Shr-Hwa International Tower (世華國際大樓)            |                                                                | 176,65 m                              | 47     | 2004  | West District, Taichung    | Bureau      | [ 7 ]  |
| 4    | Plato Palace (聯聚瑞和大廈)                           |                                                                | 172,8 m                               | 43     | 2021  | Xitun District             | Résidentiel | [ 8 ]  |
| 5    | Global Strategy Center (豐邑A8市政核心)               |                                                                | 169.5 m                               | 38     | 2015  | Xitun District             | Bureau      | [ 9 ]  |
| 6    | National Trade Center (NTC國家商貿中心)               |                                                                | 165.65 m                              | 35     | 2018  | Xitun District             | Bureau      | [ 10 ] |
| 7    | Taichung Condominium Tower (富邦新市政)               |                                                                | 165.3 m                               | 41     | 2019  | Xitun District             | Résidentiel | ,      |
| 8    | Fuyu Oriental Crown (富宇東方之冠)                    |                                                                | 165.2 m                               | 36     | 2014  | Xitun District             | Résidentiel | [ 13 ] |
| 9    | City Center Plaza (豐邑市政都心廣場)                  |                                                                | 176.3 m (Top) 161.3 m (Architectural) | 38     | 2010  | Xitun District             | Bureau      | [ 14 ] |
| 10   | Treasure Garden (大陸宝格)                            |                                                                | 161.5 m                               | 39     | 2017  | Xitun District             | Résidentiel | [ 15 ] |
| 11   | Pao Huei Solitaire 1 (寶輝秋紅谷 1)                   |                                                                | 161 m                                 | 41     | 2016  | Xitun District             | Résidentiel | [ 16 ] |
| 11=  | Pao Huei Solitaire 2 (寶輝秋紅谷 2)                   |                                                                | 161 m                                 | 41     | 2016  | Xitun District             | Résidentiel | [ 16 ] |
| 13   | Ding Sheng BHW Taiwan Central Plaza (興富發鼎盛BHW)   |                                                                | 159 m                                 | 36     | 2015  | Xitun District             | Bureau      | [ 17 ] |
| 14   | Royal Landmark Tower (總太東方帝國)                   |                                                                | 158.8 m                               | 39     | 2010  | Xitun District             | Résidentiel | [ 18 ] |
| 15   | Savoy Palace (聯聚保和大樓)                           |                                                                | 157 m                                 | 39     | 2017  | Xitun District             | Résidentiel | [ 19 ] |
| 16   | Fubon Sky Tree (富邦天空樹)                           |                                                                | 155.3 m                               | 39     | 2016  | West District              | Résidentiel | [ 20 ] |
| 17   | Fountain Palace (聯聚方庭大廈)                        |                                                                | 151 m                                 | 39     | 2010  | Xitun District             | Résidentiel | [ 21 ] |
| 18   | Cosmos (寶璽天睿)                                     |                                                                | 150 m                                 | 38     | 2018  | Xitun District             | Résidentiel | [ 22 ] |
| 19   | Daan King Building (大安國王大樓)                     |                                                                | 181.3 m (Top) 149.5 m (Architectural) | 42     | 1993  | South District             | Bureau      | [ 23 ] |
| 19=  | Daan International Building (大安國際大樓)            |                                                                | 181.3 m (Top) 149.5 m (Architectural) | 42     | 1997  | South District             | Bureau      | [ 24 ] |
| 21   | Taichung Time Square CBD (興富發CBD時代廣場)          |                                                                | 149 m                                 | 34     | 2015  | Xitun District             | Bureau      | [ 25 ] |
| 22   | Chuhofa Sky Building (聚合發天廈)                     |                                                                | 144.7 m                               | 38     | 2016  | Xitun District             | Résidentiel | ,      |
| 23   | Yun Yan Building (親家雲硯)                           |                                                                | 143.7 m                               | 39     | 2015  | Xitun District             | Résidentiel | ,      |
| 24   | Long-Bang Trade Plaza 1 (龍邦世貿大樓A棟)             |                                                                | 143 m                                 | 37     | 1991  | West District              | Bureau      | ,      |
| 24=  | Long-Bang Trade Plaza 2 (龍邦世貿大樓B棟)             |                                                                | 143 m                                 | 37     | 1991  | West District              | Bureau      | ,      |
| 26   | International Trade Center 260 (亞太雲端)             |                                                                | 141.7 m                               | 28     | 2013  | North District             | Bureau      | [ 34 ] |
| 27   | The Heritage Grand Tower (興富發百達富裔)             |                                                                | 140.35 m                              | 35     | 2011  | Xitun District             | Résidentiel | [ 35 ] |
| 28   | Ling-Ding Tower (林鼎高峰大廈)                        |                                                                | 165 m (Top) 139.4 m (Architectural)   | 33     | 1994  | West District              | Bureau      | [ 36 ] |
| 29   | The Palace (臺中帝寶)                                 |                                                                | 138.5 m                               | 35     | 2016  | Xitun District             | Résidentiel | [ 37 ] |
| 30   | Four Seasons (興富發四季天韻)                         |                                                                | 137.7 m                               | 35     | 2010  | Xitun District             | Résidentiel | [ 38 ] |
| 31   | The Splendor Hotel Taichung (日華金典酒店)            |                                                                | 135.65 m                              | 32     | 1998  | West District              | Hotel       | [ 39 ] |
| 32   | Grand Forever 1 (由鉅大恆 1)                          | Grand Forever 由鉅大恆                                         | 135 m                                 | 35     | 2016  | West District              | Résidentiel | ,      |
| 32=  | Grand Forever 2 (由鉅大恆 2)                          | Grand Forever 由鉅大恆                                         | 135 m                                 | 35     | 2016  | West District              | Résidentiel | [ 42 ] |
| 34   | Tungs' Taichung Metro Harbor Hospital (童綜合醫院)    | Tungs' Hospital                                                | 134.2 m                               | 25     | 2001  | Wuqi District              | Hospital    |        |
| 35   | Fuyu World Convergence (富宇世界之匯)                 | Art Deco Landmark                                              | 133.1 m                               | 32     | 2019  | Xitun District             | Résidentiel | [ 13 ] |
| 36   | CTBC Middle-Taiwan Headquarters (中國信託大樓)        |                                                                | 132.2 m                               | 28     | 2017  | Xitun District             | Bureau      | [ 43 ] |
| 37   | Global Giant Tower (環球巨星大樓)                     |                                                                | 132.1 m                               | 33     | 1991  | Beitun District            | Bureau      | [ 44 ] |
| 38   | Bai Da Fu Li (興富發百達馥麗)                         |                                                                | 131.2 m                               | 34     | 2010  | West District              | Résidentiel | [ 45 ] |
| 39   | Du Show (聚合發獨秀)                                  |                                                                | 129.7 m                               | 34     | 2013  | Xitun District             | Résidentiel | ,      |
| 40   | Grand Palace (聯聚信義大廈)                           |                                                                | 127 m                                 | 29     | 2009  | Xitun District             | Résidentiel |        |
| 41   | La Bella Vita (大陸丽格)                              | La Bella Vita is covered with amber color windows              | 127 m                                 | 33     | 2020  | Xitun District             | Résidentiel |        |
| 42   | Chien Chen Ti (龍寶謙臻邸)                            |                                                                | 126.7 m                               | 30     | 2016  | Xitun District             | Résidentiel |        |
| 43   | The Park 1 (寶輝一品花園1)                            |                                                                | 126.1 m                               | 32     | 2009  | Xitun District             | Résidentiel |        |
| 43=  | The Park 2 (寶輝一品花園2)                            |                                                                | 126.1 m                               | 32     | 2009  | Xitun District             | Résidentiel |        |
| 45   | T-power plaza (親家市政廣場)                          | T-power plaza is the central building                          | 125.5 m                               | 28     | 2017  | Xitun District             | Bureau      |        |
| 46   | Long-Bang National Treasure (龍邦國寶)                | Long-Bang National Treasure                                    | 124 m                                 | 30     | 1992  | West District              | Résidentiel |        |
| 47   | Windsor Hotel Taichung (裕元花園酒店)                 | Windsor Hotel is the building on the left.                     | 124 m                                 | 30     | 2005  | Xitun District             | Hotel       |        |
| 48   | Grand Modesty (由鉅大謙)                              |                                                                | 123.7 m                               | 32     | 2010  | Xitun District             | Résidentiel |        |
| 49   | Huang-Yu company headquarter (環宇實業總部大樓)       |                                                                | 123 m                                 | 32     | 1990  | West District              | Bureau      |        |
| 50   | T-3 International Finance Center (親家T3國際金融中心) | T-3 International Finance Center                               | 122.8 m                               | 29     | 2012  | Xitun District             | Bureau      |        |
| 51   | Cathay Fu-Hui Parkway 1 (府會園道1)                   |                                                                | 121.55 m                              | 31     | 2015  | Xitun District             | Résidentiel |        |
| 51=  | Cathay Fu-Hui Parkway 2 (府會園道2)                   |                                                                | 121.55 m                              | 31     | 2015  | Xitun District             | Résidentiel |        |
| 53   | Cathay High Rise (國泰層峰)                           |                                                                | 120.4 m                               | 32     | 2019  | Xitun District             | Résidentiel |        |
| 54   | Pou Chen Corporation Headquarter (寶成企業總部)       | Pou Chen Corporation Headquarter is the building on the right. | 130 m (Top) 120 m (Architectural)     | 24     | 2005  | Xitun District             | Bureau      |        |